# Богачёв, Николай Васильевич
Николай Васильевич Богачёв (31 августа 1928 ― 2 августа 2002) ― советский и российский хозяйственный деятель, председатель горисполкома города Миасса (1963—1968), первый секретарь Миасского горкома КПСС, почётный гражданин города Миасса (2000).

## Биография
Родился 31 августа 1928 года в городе Миассе Челябинской области в русской семье. В 1943 году подростком Николай начал свою трудовую жизнь, устроившись на работу откатчиком на Миасский кузнечный завод. После войны его пригласили работать секретарём городской прокуратуры, позже стал заведующим отделом, а затем секретарём горкома комсомола.
С 1949 по 1951 год комсорг ЦК ВЛКСМ на Уральском автозаводе. В 1953 году завершил обучение в Миасском геологоразведочном техникуме, а в 1960 году окончил Свердловскую высшую партийную школу. С 1953 по 1956 годы трудился в должности заведующего промышленно-транспортным отделом Миасского горкома КПСС. В 1961 году занимает должность секретаря парткома на автомобильном заводе. В декабре 1963 года он был избран председателем Миасского городского исполкома, а в апреле 1968 года становится первым секретарём Миасского городского комитета КПСС.
За время его трудовой деятельности город развивался, были сданы в эксплуатацию: Верхнее-Иремельское водохранилище с городским водоёмом, котельные в КБМ, на автозаводе и «Миассэлектроаппарате», осуществлена масштабная газификация производственных предприятий и жилого фонда, полностью заработали очистные сооружения в Селянкино, введена в строй первая автоматическая телерадиостанция. Велось строительство железнодорожного и автобусного вокзалов. Под его руководством городом, каждый год строители сдавали в эксплуатацию до 90 тысяч квадратных метров жилья, строились новые школы, больницы и другие социальные объекты. Непосредственно как руководитель он принимал участие в строительстве посёлков Строителей и Динамо.
На протяжении сорока лет избирался депутатом Миасского городского совета, и 16 лет был депутатом Челябинского областного Совета депутатов. Делегат XXIV съезда КПСС. В 2001 году им был издан поэтический сборник стихотворений собственного сочинения.
Решением Миасского городского Совета от 23 ноября 2000 года удостоен звания «Почётный гражданин города Миасса».
Проживал в городе Миассе. Умер 2 августа 2002 года.

## Награды и звания
- Орден Ленина (1974)
- Орден Трудового Красного Знамени (1969)
- Орден «Знак Почёта» (1966)
- другими медалями
- Почётный гражданин города Миасса (23.11.2000)